# 紫冠蜂鸟
，是雨燕目蜂鸟科的一种鸟类。
紫冠蜂鸟体重约5.1克，翼长约60.4毫米，嘴峰长约25.9毫米，喙宽度约2.7毫米，喙厚度约2.2毫米，跗蹠长约6.3毫米，尾长约33.2毫米。紫冠蜂鸟在其分布区内为留鸟，其栖息在半开放的灌木丛中，食性为草食性，主要食物来源是植物的花蜜。

## 亚种
- ：分布于美国西南部半干旱地区至墨西哥西部（哈利斯科州和瓜纳华托州）。
- ：分布于墨西哥西南部。[4]